# Your place or Mine
Your Place or Mine és una pel·lícula de comèdia romàntica nord-americana del 2023 escrita i dirigida per Aline Brosh McKenna en el seu debut com a directora. La pel·lícula és protagonitzada per Reese Witherspoon (que també va produir) i Ashton Kutcher com a millors amics que decideixen intercanviar-se de casa durant una setmana. Jesse Williams, Zoë Chao, Wesley Kimmel, Tig Notaro i Steve Zahn també surten al film. La pel·lícula es va estrenar a Netflix el 10 de febrer de 2023. Ha estat subtitulada al català.

## Repartiment
- Reese Witherspoon com a Debbie Dunn
- Ashton Kutcher com a Peter Coleman
- Zoë Chao com a Minka
- Jesse Williams com a Theo Martin
- Wesley Kimmel com a Jack
- Tig Notaro com a Alicia
- Steve Zahn com a Zen
- Rachel Bloom com a Scarlet
- Griffin Matthews com a Professor Golden
- Vella Lovell com a Becca
- Shiri Appleby com a Vanessa

## Producció
La pel·lícula es va anunciar el maig de 2020 amb Netflix com a distribuidora de la pel·lícula, protagonitzada per Reese Witherspoon, i està escrita i dirigida per Aline Brosh McKenna en el seu debut com a directora.
L'agost de 2021, Ashton Kutcher es va unir al repartiment. L'octubre de 2021, es va anunciar que Jesse Williams, Tig Notaro, Zoë Chao, Steve Zahn i Wesley Kimmel s'havien unit al repartiment.
El rodatge va començar a l'octubre de 2021. Els llocs de rodatge incloïen Montague Street a Brooklyn.